# 敦贺短期大学
敦贺短期大学（日语：／ Tsuruga Tanki Daigaku *），简称敦短，是过去一所位于日本福井县敦贺市的私立短期大学。

## 概要

### 简介
- 短期大学为于1986年开办、由学校法人敦贺学园经营。招生到于2011年[1]、停办于2013年。为男女同校从1998年[2]。

### 历史
- 1986年 敦贺女子短期大学成立并同时设置两个学科、以下列举[1]。
  - 经营学科[注 1]
  - 日本史学科[注 1]
- 1998年 改校名为敦贺短期大学、开始招收男学生[2]。
- 2006年 经营学科和日本史学科合并为地区总合科学科[2]。
- 2011年 最后一年招生、次年停止招生（正式停办于2013年3月[2]）。

## 学校环境
- 校区：在了福井县敦贺市

## 历任校长
- 高木孝一：第一代短期大学校长[3]。
- 三桥昌幸：最后短期大学校长[2]

## 著名人和有关人员
- 濑户内寂听：就任短期大学校长从1988年4月到1992年3月[2]

## 组织

### 学科
- 地区总合科学科

### 前学科
| - 经营学科 - 日本史学科 |

### 专科
| - 没有 |

### 业余课程
| - 没有 |

### 附属机关
| - 附属图书馆 - 地区交流中心 - 地区总合研究所 |

## 关于公立大学法人化
- 由于敦贺市长身兼学校法人敦贺学园理事长等原因，敦贺短大虽然是私立短期大学，和敦贺市却有着深厚的关系，敦贺市因为近年的学园营运困难，考虑要将短大和位在同市的敦贺市立看护専门学校统合，成立新的看护系大学（暂称：公立大学法人敦贺大学），[4][5][6]但在2011年召开的敦贺市议会敦贺短期大学等调查特别委员会上说明了政策并非当初提案的统合“敦贺短期大学”和“敦贺市立看护専门学校”设立公立法人大学，而是将两校废校，成立新的四年制看护系公立大学[7][8]。

## 相关链接
- 日本短期大学列表